# 皎喜燃气电站
皎喜燃气电站是缅甸目前最大的燃气发电项目，由中国电建所属山东电力建设第三工程有限公司以EPC（设计-采购-施工）总承包方式承建。该电站位于缅甸曼德勒省皎喜镇，距离曼德勒市区约37-40公里。该电站是中缅电力基础设施建设合作的重要项目，也是“一带一路”建设和中缅经济走廊的重要工程。

## 项目概况

### 技术参数
- 装机容量：145兆瓦（145.49MW）[3]
- 发电机组：由8台瓦锡兰18V50SG内燃机组成[1][2]
- 年发电量：12.74亿千瓦时清洁电力[1][2]
- 技术特点：采用世界先进技术，为节约型、环保型、资源综合利用型的现代化燃气发电机组[1][2]

### 建设历程
- 合同签署：2018年7月2日在曼谷签署EPC合同。
- 开工时间：2018年7月。[1][2]
- 建设周期：仅用时约10个月（从2018年12月30日第一台内燃机运抵现场至2019年2月28日首次点火成功）。[2]
- 竣工时间：2019年5月17日正式竣工投产[1]。